# Volta ao País Basco de 2018
A 58.ª edição da competição ciclista Volta ao País Basco, foi uma corrida de ciclismo em estrada por etapas que se celebrou entre 2 e 7 de abril de 2018 em Espanha com início na cidade de Zarautz e final no município de Eibar sobre um percurso de 819,9 quilómetros.
A corrida faz parte do UCI World Tour 2018, sendo a décima quarta competição do calendário de máxima categoria mundial e foi vencida pelo esloveno Primož Roglič da equipe LottoNL-Jumbo. O pódio foi completado pelos espanhóis Mikel Landa, da equipe Movistar e Ion Izagirre, da equipe Bahrain-Merida.

## Equipas participantes
Tomaram parte na corrida vinte e duas equipas: 18 de categoria UCI World Team; e 4 de categoria Profissional Continental. Formando assim um pelotão de 153 ciclistas dos que acabaram 99. As equipas participantes foram:
| Equipes WorldTeam (18)- AG2R La Mondiale - Astana - Bahrain-Merida - BMC Racing Team - Bora-Hansgrohe - Dimension Data - EF Education First-Drapac p/b Cannondale - Groupama-FDJ - Katusha-Alpecin - Lotto Soudal - Mitchelton-Scott - Movistar Team - Quick-Step Floors - Sky - Lotto NL-Jumbo - Team Sunweb - Trek-Segafredo - UAE Team Emirates Equipes profissionais Continentais (4)- Burgos-BH - Caja Rural-Seguros RGA - Cofidis, Solutions Crédits - Euskadi Basque Country-Murias |
| |

## Percurso
A Volta ao País Basco teve seis etapas com uma rota total de 819,9 km.
| Etapa | Data   | Percurso                | type                      | Distância (km) | Vencedor           | Líder geral        |
| ----- | ------ | ----------------------- | ------------------------- | -------------- | ------------------ | ------------------ |
| 1     | 2 abr. | Zarautz – Zarautz       | média montanha            | 162,1          | Julian Alaphilippe | Julian Alaphilippe |
| 2     | 3 abr. | Zarautz – Bermeo        | média montanha            | 166,7          | Julian Alaphilippe | Julian Alaphilippe |
| 3     | 4 abr. | Bermeo – Valdegovía     | etapa escarpada           | 184,8          | Jay McCarthy       | Julian Alaphilippe |
| 4     | 5 abr. | Lodosa – Lodosa         | contrarrelógio individual | 19,4           | Primož Roglič      | Primož Roglič      |
| 5     | 6 abr. | Vitoria-Gasteiz – Eibar | alta montanha             | 164,7          | Omar Fraile        | Primož Roglič      |
| 6     | 7 abr. | Eibar – Arrate          | alta montanha             | 122,2          | Enric Mas          | Primož Roglič      |

## Evolução das classificações

### 1.ª etapa
Zarautz – Zarautz (162,1 km)
| \| Classificação por etapas \| Classificação por etapas \| Classificação por etapas \| Classificação por etapas \| Classificação por etapas \| \| Ciclista \| Ciclista \| Equipe \| Tempo \| \| \| ------------------------ \| ------------------------ \| ------------------------ \| ------------------------ \| ------------------------ \| \| 1. \| Julian Alaphilippe \| Quick-Step Floors \| 4h17m46s \| \| \| 2. \| Primož Roglič \| LottoNL-Jumbo \| + 0s \| \| \| 3. \| Pello Bilbao \| Astana \| + 23s \| \| \| 4. \| Enric Mas \| Quick-Step Floors \| + 23s \| \| \| 5. \| Gorka Izagirre \| Bahrain-Merida \| + 23s \| \| \| 6. \| Emanuel Buchmann \| Bora-Hansgrohe \| + 23s \| \| \| 7. \| Patrick Konrad \| Bora-Hansgrohe \| + 23s \| \| \| 8. \| Jelle Vanendert \| Lotto-Soudal \| + 23s \| \| \| 9. \| Romain Bardet \| AG2R La Mondiale \| + 23s \| \| \| 10. \| Nairo Quintana \| Movistar Team \| + 23s \| \| |                    |                   |          |
| |                    |                   |          |
| |                    |                   |          |
| Classificação por etapas |                    |                   |          |
| Ciclista | Ciclista           | Equipe            | Tempo    |
| 1. | Julian Alaphilippe | Quick-Step Floors | 4h17m46s |
| 2. | Primož Roglič      | LottoNL-Jumbo     | + 0s     |
| 3. | Pello Bilbao       | Astana            | + 23s    |
| 4. | Enric Mas          | Quick-Step Floors | + 23s    |
| 5. | Gorka Izagirre     | Bahrain-Merida    | + 23s    |
| 6. | Emanuel Buchmann   | Bora-Hansgrohe    | + 23s    |
| 7. | Patrick Konrad     | Bora-Hansgrohe    | + 23s    |
| 8. | Jelle Vanendert    | Lotto-Soudal      | + 23s    |
| 9. | Romain Bardet      | AG2R La Mondiale  | + 23s    |
| 10. | Nairo Quintana     | Movistar Team     | + 23s    |

| \| Classificação geral \| Classificação geral \| Classificação geral \| Classificação geral \| Classificação geral \| \| Ciclista \| Ciclista \| Equipe \| Tempo \| \| \| ------------------- \| ------------------- \| ------------------- \| ------------------- \| ------------------- \| \| 1. \| Julian Alaphilippe \| Quick-Step Floors \| 4h17m36s \| \| \| 2. \| Primož Roglič \| LottoNL-Jumbo \| + 4s \| \| \| 3. \| Pello Bilbao \| Astana \| + 29s \| \| \| 4. \| Enric Mas \| Quick-Step Floors \| + 33s \| \| \| 5. \| Gorka Izagirre \| Bahrain-Merida \| + 33s \| \| \| 6. \| Emanuel Buchmann \| Bora-Hansgrohe \| + 33s \| \| \| 7. \| Patrick Konrad \| Bora-Hansgrohe \| + 33s \| \| \| 8. \| Jelle Vanendert \| Lotto-Soudal \| + 33s \| \| \| 9. \| Romain Bardet \| AG2R La Mondiale \| + 33s \| \| \| 10. \| Nairo Quintana \| Movistar Team \| + 33s \| \| |                    |                   |          |
| |                    |                   |          |
| |                    |                   |          |
| Classificação geral |                    |                   |          |
| Ciclista | Ciclista           | Equipe            | Tempo    |
| 1. | Julian Alaphilippe | Quick-Step Floors | 4h17m36s |
| 2. | Primož Roglič      | LottoNL-Jumbo     | + 4s     |
| 3. | Pello Bilbao       | Astana            | + 29s    |
| 4. | Enric Mas          | Quick-Step Floors | + 33s    |
| 5. | Gorka Izagirre     | Bahrain-Merida    | + 33s    |
| 6. | Emanuel Buchmann   | Bora-Hansgrohe    | + 33s    |
| 7. | Patrick Konrad     | Bora-Hansgrohe    | + 33s    |
| 8. | Jelle Vanendert    | Lotto-Soudal      | + 33s    |
| 9. | Romain Bardet      | AG2R La Mondiale  | + 33s    |
| 10. | Nairo Quintana     | Movistar Team     | + 33s    |

### 2.ª etapa
Zarautz – Bermeo (166,7 km)
| \| Classificação por etapas \| Classificação por etapas \| Classificação por etapas \| Classificação por etapas \| Classificação por etapas \| \| Ciclista \| Ciclista \| Equipe \| Tempo \| \| \| ------------------------ \| ------------------------ \| ------------------------ \| ------------------------ \| ------------------------ \| \| 1. \| Julian Alaphilippe \| Quick-Step Floors \| 4h11m47s \| \| \| 2. \| Primož Roglič \| LottoNL-Jumbo \| + 0s \| \| \| 3. \| Gorka Izagirre \| Bahrain-Merida \| + 0s \| \| \| 4. \| Mikel Landa \| Movistar Team \| + 0s \| \| \| 5. \| Patrick Konrad \| Bora-Hansgrohe \| + 15s \| \| \| 6. \| Eduard Prades \| Euskadi-Murias \| + 15s \| \| \| 7. \| Pello Bilbao \| Astana \| + 15s \| \| \| 8. \| Rudy Molard \| Groupama-FDJ \| + 15s \| \| \| 9. \| Enric Mas \| Quick-Step Floors \| + 15s \| \| \| 10. \| Ion Izagirre \| Bahrain-Merida \| + 15s \| \| |                    |                   |          |
| |                    |                   |          |
| |                    |                   |          |
| Classificação por etapas |                    |                   |          |
| Ciclista | Ciclista           | Equipe            | Tempo    |
| 1. | Julian Alaphilippe | Quick-Step Floors | 4h11m47s |
| 2. | Primož Roglič      | LottoNL-Jumbo     | + 0s     |
| 3. | Gorka Izagirre     | Bahrain-Merida    | + 0s     |
| 4. | Mikel Landa        | Movistar Team     | + 0s     |
| 5. | Patrick Konrad     | Bora-Hansgrohe    | + 15s    |
| 6. | Eduard Prades      | Euskadi-Murias    | + 15s    |
| 7. | Pello Bilbao       | Astana            | + 15s    |
| 8. | Rudy Molard        | Groupama-FDJ      | + 15s    |
| 9. | Enric Mas          | Quick-Step Floors | + 15s    |
| 10. | Ion Izagirre       | Bahrain-Merida    | + 15s    |

| \| Classificação geral \| Classificação geral \| Classificação geral \| Classificação geral \| Classificação geral \| \| Ciclista \| Ciclista \| Equipe \| Tempo \| \| \| ------------------- \| ------------------- \| ------------------- \| ------------------- \| ------------------- \| \| 1. \| Julian Alaphilippe \| Quick-Step Floors \| 8h29m13s \| \| \| 2. \| Primož Roglič \| LottoNL-Jumbo \| + 8s \| \| \| 3. \| Gorka Izagirre \| Bahrain-Merida \| + 39s \| \| \| 4. \| Mikel Landa \| Movistar Team \| + 43s \| \| \| 5. \| Pello Bilbao \| Astana \| + 54s \| \| \| 6. \| Patrick Konrad \| Bora-Hansgrohe \| + 58s \| \| \| 7. \| Enric Mas \| Quick-Step Floors \| + 58s \| \| \| 8. \| Emanuel Buchmann \| Bora-Hansgrohe \| + 58s \| \| \| 9. \| Rudy Molard \| Groupama-FDJ \| + 58s \| \| \| 10. \| Romain Bardet \| AG2R La Mondiale \| + 58s \| \| |                    |                   |          |
| |                    |                   |          |
| |                    |                   |          |
| Classificação geral |                    |                   |          |
| Ciclista | Ciclista           | Equipe            | Tempo    |
| 1. | Julian Alaphilippe | Quick-Step Floors | 8h29m13s |
| 2. | Primož Roglič      | LottoNL-Jumbo     | + 8s     |
| 3. | Gorka Izagirre     | Bahrain-Merida    | + 39s    |
| 4. | Mikel Landa        | Movistar Team     | + 43s    |
| 5. | Pello Bilbao       | Astana            | + 54s    |
| 6. | Patrick Konrad     | Bora-Hansgrohe    | + 58s    |
| 7. | Enric Mas          | Quick-Step Floors | + 58s    |
| 8. | Emanuel Buchmann   | Bora-Hansgrohe    | + 58s    |
| 9. | Rudy Molard        | Groupama-FDJ      | + 58s    |
| 10. | Romain Bardet      | AG2R La Mondiale  | + 58s    |

### 3.ª etapa
Bermeo – Valdegovía (184,8 km)
| \| Classificação por etapas \| Classificação por etapas \| Classificação por etapas \| Classificação por etapas \| Classificação por etapas \| \| Ciclista \| Ciclista \| Equipe \| Tempo \| \| \| ------------------------ \| ------------------------ \| ------------------------ \| ------------------------ \| ------------------------ \| \| 1. \| Jay McCarthy \| Bora-Hansgrohe \| 4h49m39s \| \| \| 2. \| Aleksandr Riabushenko \| UAE Team Emirates \| + 0s \| \| \| 3. \| Michał Kwiatkowski \| Team Sky \| + 0s \| \| \| 4. \| Michael Albasini \| Mitchelton-Scott \| + 0s \| \| \| 5. \| Enrique Sanz \| Euskadi-Murias \| + 0s \| \| \| 6. \| Julian Alaphilippe \| Quick-Step Floors \| + 0s \| \| \| 7. \| Michael Matthews \| Team Sunweb \| + 0s \| \| \| 8. \| Jesús Ezquerra \| Burgos-BH \| + 0s \| \| \| 9. \| Pello Bilbao \| Astana \| + 0s \| \| \| 10. \| Enrico Battaglin \| LottoNL-Jumbo \| + 0s \| \| |                       |                   |          |
| |                       |                   |          |
| |                       |                   |          |
| Classificação por etapas |                       |                   |          |
| Ciclista | Ciclista              | Equipe            | Tempo    |
| 1. | Jay McCarthy          | Bora-Hansgrohe    | 4h49m39s |
| 2. | Aleksandr Riabushenko | UAE Team Emirates | + 0s     |
| 3. | Michał Kwiatkowski    | Team Sky          | + 0s     |
| 4. | Michael Albasini      | Mitchelton-Scott  | + 0s     |
| 5. | Enrique Sanz          | Euskadi-Murias    | + 0s     |
| 6. | Julian Alaphilippe    | Quick-Step Floors | + 0s     |
| 7. | Michael Matthews      | Team Sunweb       | + 0s     |
| 8. | Jesús Ezquerra        | Burgos-BH         | + 0s     |
| 9. | Pello Bilbao          | Astana            | + 0s     |
| 10. | Enrico Battaglin      | LottoNL-Jumbo     | + 0s     |

| \| Classificação geral \| Classificação geral \| Classificação geral \| Classificação geral \| Classificação geral \| \| Ciclista \| Ciclista \| Equipe \| Tempo \| \| \| ------------------- \| ------------------- \| ------------------- \| ------------------- \| ------------------- \| \| 1. \| Julian Alaphilippe \| Quick-Step Floors \| 13h18m52s \| \| \| 2. \| Primož Roglič \| LottoNL-Jumbo \| + 8s \| \| \| 3. \| Gorka Izagirre \| Bahrain-Merida \| + 39s \| \| \| 4. \| Mikel Landa \| Movistar Team \| + 43s \| \| \| 5. \| Pello Bilbao \| Astana \| + 54s \| \| \| 6. \| Rudy Molard \| Groupama-FDJ \| + 58s \| \| \| 7. \| Emanuel Buchmann \| Bora-Hansgrohe \| + 58s \| \| \| 8. \| Romain Bardet \| AG2R La Mondiale \| + 58s \| \| \| 9. \| Enric Mas \| Quick-Step Floors \| + 58s \| \| \| 10. \| Patrick Konrad \| Bora-Hansgrohe \| + 58s \| \| |                    |                   |           |
| |                    |                   |           |
| |                    |                   |           |
| Classificação geral |                    |                   |           |
| Ciclista | Ciclista           | Equipe            | Tempo     |
| 1. | Julian Alaphilippe | Quick-Step Floors | 13h18m52s |
| 2. | Primož Roglič      | LottoNL-Jumbo     | + 8s      |
| 3. | Gorka Izagirre     | Bahrain-Merida    | + 39s     |
| 4. | Mikel Landa        | Movistar Team     | + 43s     |
| 5. | Pello Bilbao       | Astana            | + 54s     |
| 6. | Rudy Molard        | Groupama-FDJ      | + 58s     |
| 7. | Emanuel Buchmann   | Bora-Hansgrohe    | + 58s     |
| 8. | Romain Bardet      | AG2R La Mondiale  | + 58s     |
| 9. | Enric Mas          | Quick-Step Floors | + 58s     |
| 10. | Patrick Konrad     | Bora-Hansgrohe    | + 58s     |

### 4.ª etapa
Lodosa – Lodosa (19,4 km)
| \| Classificação por etapas \| Classificação por etapas \| Classificação por etapas \| Classificação por etapas \| Classificação por etapas \| \| Ciclista \| Ciclista \| Equipe \| Tempo \| \| \| ------------------------ \| ------------------------ \| ------------------------ \| ------------------------ \| ------------------------ \| \| 1. \| Primož Roglič \| LottoNL-Jumbo \| 22m26s \| \| \| 2. \| Patrick Bevin \| BMC Racing Team \| + 9s \| \| \| 3. \| Vasil Kiryienka \| Team Sky \| + 11s \| \| \| 4. \| Jonathan Castroviejo \| Team Sky \| + 14s \| \| \| 5. \| Michał Kwiatkowski \| Team Sky \| + 20s \| \| \| 6. \| Michael Matthews \| Team Sunweb \| + 36s \| \| \| 7. \| David de la Cruz \| Team Sky \| + 37s \| \| \| 8. \| Julian Alaphilippe \| Quick-Step Floors \| + 42s \| \| \| 9. \| Bauke Mollema \| Trek-Segafredo \| + 43s \| \| \| 10. \| Damiano Caruso \| BMC Racing Team \| + 43s \| \| |                      |                   |        |
| |                      |                   |        |
| |                      |                   |        |
| Classificação por etapas |                      |                   |        |
| Ciclista | Ciclista             | Equipe            | Tempo  |
| 1. | Primož Roglič        | LottoNL-Jumbo     | 22m26s |
| 2. | Patrick Bevin        | BMC Racing Team   | + 9s   |
| 3. | Vasil Kiryienka      | Team Sky          | + 11s  |
| 4. | Jonathan Castroviejo | Team Sky          | + 14s  |
| 5. | Michał Kwiatkowski   | Team Sky          | + 20s  |
| 6. | Michael Matthews     | Team Sunweb       | + 36s  |
| 7. | David de la Cruz     | Team Sky          | + 37s  |
| 8. | Julian Alaphilippe   | Quick-Step Floors | + 42s  |
| 9. | Bauke Mollema        | Trek-Segafredo    | + 43s  |
| 10. | Damiano Caruso       | BMC Racing Team   | + 43s  |

| \| Classificação geral \| Classificação geral \| Classificação geral \| Classificação geral \| Classificação geral \| \| Ciclista \| Ciclista \| Equipe \| Tempo \| \| \| ------------------- \| ------------------- \| ------------------- \| ------------------- \| ------------------- \| \| 1. \| Primož Roglič \| LottoNL-Jumbo \| 13h41m26s \| \| \| 2. \| Julian Alaphilippe \| Quick-Step Floors \| + 34s \| \| \| 3. \| Bauke Mollema \| Trek-Segafredo \| + 1m33s \| \| \| 4. \| Patrick Konrad \| Bora-Hansgrohe \| + 1m36s \| \| \| 5. \| Gorka Izagirre \| Bahrain-Merida \| + 1m42s \| \| \| 6. \| Emanuel Buchmann \| Bora-Hansgrohe \| + 1m48s \| \| \| 7. \| Mikel Landa \| Movistar Team \| + 1m51s \| \| \| 8. \| Pello Bilbao \| Astana \| + 1m57s \| \| \| 9. \| Nairo Quintana \| Movistar Team \| + 2m08s \| \| \| 10. \| Ion Izagirre \| Bahrain-Merida \| + 2m11s \| \| |                    |                   |           |
| |                    |                   |           |
| |                    |                   |           |
| Classificação geral |                    |                   |           |
| Ciclista | Ciclista           | Equipe            | Tempo     |
| 1. | Primož Roglič      | LottoNL-Jumbo     | 13h41m26s |
| 2. | Julian Alaphilippe | Quick-Step Floors | + 34s     |
| 3. | Bauke Mollema      | Trek-Segafredo    | + 1m33s   |
| 4. | Patrick Konrad     | Bora-Hansgrohe    | + 1m36s   |
| 5. | Gorka Izagirre     | Bahrain-Merida    | + 1m42s   |
| 6. | Emanuel Buchmann   | Bora-Hansgrohe    | + 1m48s   |
| 7. | Mikel Landa        | Movistar Team     | + 1m51s   |
| 8. | Pello Bilbao       | Astana            | + 1m57s   |
| 9. | Nairo Quintana     | Movistar Team     | + 2m08s   |
| 10. | Ion Izagirre       | Bahrain-Merida    | + 2m11s   |

### 5.ª etapa
Vitoria-Gasteiz – Eibar (164,7 km)
| \| Classificação por etapas \| Classificação por etapas \| Classificação por etapas \| Classificação por etapas \| Classificação por etapas \| \| Ciclista \| Ciclista \| Equipe \| Tempo \| \| \| ------------------------ \| ------------------------ \| -------------------------- \| ------------------------ \| ------------------------ \| \| 1. \| Omar Fraile \| Astana \| 3h53m59s \| \| \| 2. \| Primož Roglič \| LottoNL-Jumbo \| + 0s \| \| \| 3. \| Ion Izagirre \| Bahrain-Merida \| + 0s \| \| \| 4. \| Carlos Verona \| Mitchelton-Scott \| + 0s \| \| \| 5. \| José Herrada \| Cofidis, Solutions Crédits \| + 0s \| \| \| 6. \| Mikel Landa \| Movistar Team \| + 0s \| \| \| 7. \| Mark Padun \| Bahrain-Merida \| + 15s \| \| \| 8. \| Pello Bilbao \| Astana \| + 1m27s \| \| \| 9. \| Rui Costa \| UAE Team Emirates \| + 1m27s \| \| \| 10. \| Jai Hindley \| Team Sunweb \| + 1m27s \| \| |               |                            |          |
| |               |                            |          |
| |               |                            |          |
| Classificação por etapas |               |                            |          |
| Ciclista | Ciclista      | Equipe                     | Tempo    |
| 1. | Omar Fraile   | Astana                     | 3h53m59s |
| 2. | Primož Roglič | LottoNL-Jumbo              | + 0s     |
| 3. | Ion Izagirre  | Bahrain-Merida             | + 0s     |
| 4. | Carlos Verona | Mitchelton-Scott           | + 0s     |
| 5. | José Herrada  | Cofidis, Solutions Crédits | + 0s     |
| 6. | Mikel Landa   | Movistar Team              | + 0s     |
| 7. | Mark Padun    | Bahrain-Merida             | + 15s    |
| 8. | Pello Bilbao  | Astana                     | + 1m27s  |
| 9. | Rui Costa     | UAE Team Emirates          | + 1m27s  |
| 10. | Jai Hindley   | Team Sunweb                | + 1m27s  |

| \| Classificação geral \| Classificação geral \| Classificação geral \| Classificação geral \| Classificação geral \| \| Ciclista \| Ciclista \| Equipe \| Tempo \| \| \| ------------------- \| ------------------- \| ------------------------- \| ------------------- \| ------------------- \| \| 1. \| Primož Roglič \| LottoNL-Jumbo \| 17h35m19s \| \| \| 2. \| Mikel Landa \| Movistar Team \| + 1m57s \| \| \| 3. \| Ion Izagirre \| Bahrain-Merida \| + 2m13s \| \| \| 4. \| Julian Alaphilippe \| Quick-Step Floors \| + 2m55s \| \| \| 5. \| Bauke Mollema \| Trek-Segafredo \| + 3m06s \| \| \| 6. \| Emanuel Buchmann \| Bora-Hansgrohe \| + 3m21s \| \| \| 7. \| Pello Bilbao \| Astana \| + 3m30s \| \| \| 8. \| Nairo Quintana \| Movistar Team \| + 3m41s \| \| \| 9. \| David de la Cruz \| Team Sky \| + 3m49s \| \| \| 10. \| Rigoberto Urán \| EF Education First-Drapac \| + 3m57s \| \| |                    |                           |           |
| |                    |                           |           |
| |                    |                           |           |
| Classificação geral |                    |                           |           |
| Ciclista | Ciclista           | Equipe                    | Tempo     |
| 1. | Primož Roglič      | LottoNL-Jumbo             | 17h35m19s |
| 2. | Mikel Landa        | Movistar Team             | + 1m57s   |
| 3. | Ion Izagirre       | Bahrain-Merida            | + 2m13s   |
| 4. | Julian Alaphilippe | Quick-Step Floors         | + 2m55s   |
| 5. | Bauke Mollema      | Trek-Segafredo            | + 3m06s   |
| 6. | Emanuel Buchmann   | Bora-Hansgrohe            | + 3m21s   |
| 7. | Pello Bilbao       | Astana                    | + 3m30s   |
| 8. | Nairo Quintana     | Movistar Team             | + 3m41s   |
| 9. | David de la Cruz   | Team Sky                  | + 3m49s   |
| 10. | Rigoberto Urán     | EF Education First-Drapac | + 3m57s   |

### 6.ª etapa
Eibar – Arrate (122,2 km)
| \| Classificação por etapas \| Classificação por etapas \| Classificação por etapas \| Classificação por etapas \| Classificação por etapas \| \| Ciclista \| Ciclista \| Equipe \| Tempo \| \| \| ------------------------ \| ------------------------ \| ------------------------ \| ------------------------ \| ------------------------ \| \| 1. \| Enric Mas \| Quick-Step Floors \| 3h17m34s \| \| \| 2. \| Mikel Landa \| Movistar Team \| + 12s \| \| \| 3. \| Ion Izagirre \| Bahrain-Merida \| + 27s \| \| \| 4. \| Dylan Teuns \| BMC Racing Team \| + 27s \| \| \| 5. \| Nairo Quintana \| Movistar Team \| + 30s \| \| \| 6. \| Thomas De Gendt \| Lotto-Soudal \| + 45s \| \| \| 7. \| Emanuel Buchmann \| Bora-Hansgrohe \| + 47s \| \| \| 8. \| Gregor Mühlberger \| Bora-Hansgrohe \| + 54s \| \| \| 9. \| Primož Roglič \| LottoNL-Jumbo \| + 54s \| \| \| 10. \| Patrick Konrad \| Bora-Hansgrohe \| + 54s \| \| |                   |                   |          |
| |                   |                   |          |
| |                   |                   |          |
| Classificação por etapas |                   |                   |          |
| Ciclista | Ciclista          | Equipe            | Tempo    |
| 1. | Enric Mas         | Quick-Step Floors | 3h17m34s |
| 2. | Mikel Landa       | Movistar Team     | + 12s    |
| 3. | Ion Izagirre      | Bahrain-Merida    | + 27s    |
| 4. | Dylan Teuns       | BMC Racing Team   | + 27s    |
| 5. | Nairo Quintana    | Movistar Team     | + 30s    |
| 6. | Thomas De Gendt   | Lotto-Soudal      | + 45s    |
| 7. | Emanuel Buchmann  | Bora-Hansgrohe    | + 47s    |
| 8. | Gregor Mühlberger | Bora-Hansgrohe    | + 54s    |
| 9. | Primož Roglič     | LottoNL-Jumbo     | + 54s    |
| 10. | Patrick Konrad    | Bora-Hansgrohe    | + 54s    |

## Classificações finais
As classificações finalizaram da seguinte forma:

### Classificação geral
| \| Classificação geral \| Classificação geral \| Classificação geral \| Classificação geral \| Classificação geral \| \| Ciclista \| Ciclista \| Equipe \| Tempo \| \| \| ------------------- \| ------------------- \| -------------------------- \| ------------------- \| ------------------- \| \| 1. \| Primož Roglič \| LottoNL-Jumbo \| 20h53m47s \| \| \| 2. \| Mikel Landa \| Movistar Team \| + 1m09s \| \| \| 3. \| Ion Izagirre \| Bahrain-Merida \| + 1m42s \| \| \| 4. \| Emanuel Buchmann \| Bora-Hansgrohe \| + 3m14s \| \| \| 5. \| Nairo Quintana \| Movistar Team \| + 3m17s \| \| \| 6. \| Enric Mas \| Quick-Step Floors \| + 3m29s \| \| \| 7. \| Bauke Mollema \| Trek-Segafredo \| + 3m50s \| \| \| 8. \| Pello Bilbao \| Astana \| + 4m14s \| \| \| 9. \| David de la Cruz \| Team Sky \| + 4m15s \| \| \| 10. \| Patrick Konrad \| Bora-Hansgrohe \| + 5m30s \| \| \| 11. \| Dylan Teuns \| BMC Racing Team \| + 5m34s \| \| \| 12. \| Rui Costa \| UAE Team Emirates \| + 6m29s \| \| \| 13. \| Romain Bardet \| AG2R La Mondiale \| + 7m08s \| \| \| 14. \| José Herrada \| Cofidis, Solutions Crédits \| + 7m40s \| \| \| 15. \| Jesper Hansen \| Astana \| + 9m29s \| \| \| 16. \| Jack Haig \| Mitchelton-Scott \| + 10m21s \| \| \| 17. \| Alexis Vuillermoz \| AG2R La Mondiale \| + 11m50s \| \| \| 18. \| Bjorg Lambrecht \| Lotto-Soudal \| + 12m55s \| \| \| 19. \| Nicolas Edet \| Cofidis, Solutions Crédits \| + 13m07s \| \| \| 20. \| Carlos Verona \| Mitchelton-Scott \| + 13m12s \| \| \| 21. \| Ilnur Zakarin \| Katusha-Alpecin \| + 14m03s \| \| \| 22. \| Igor Antón \| Dimension Data \| + 14m12s \| \| \| 23. \| Hermann Pernsteiner \| Bahrain-Merida \| + 14m33s \| \| \| 24. \| Pieter Serry \| Quick-Step Floors \| + 14m35s \| \| \| 25. \| Alex Aranburu \| Caja Rural-Seguros RGA \| + 14m43s \| \| |                     |                            |           |
| |                     |                            |           |
| Fonte: ProCyclingStats |                     |                            |           |
| Classificação geral |                     |                            |           |
| Ciclista | Ciclista            | Equipe                     | Tempo     |
| 1. | Primož Roglič       | LottoNL-Jumbo              | 20h53m47s |
| 2. | Mikel Landa         | Movistar Team              | + 1m09s   |
| 3. | Ion Izagirre        | Bahrain-Merida             | + 1m42s   |
| 4. | Emanuel Buchmann    | Bora-Hansgrohe             | + 3m14s   |
| 5. | Nairo Quintana      | Movistar Team              | + 3m17s   |
| 6. | Enric Mas           | Quick-Step Floors          | + 3m29s   |
| 7. | Bauke Mollema       | Trek-Segafredo             | + 3m50s   |
| 8. | Pello Bilbao        | Astana                     | + 4m14s   |
| 9. | David de la Cruz    | Team Sky                   | + 4m15s   |
| 10. | Patrick Konrad      | Bora-Hansgrohe             | + 5m30s   |
| 11. | Dylan Teuns         | BMC Racing Team            | + 5m34s   |
| 12. | Rui Costa           | UAE Team Emirates          | + 6m29s   |
| 13. | Romain Bardet       | AG2R La Mondiale           | + 7m08s   |
| 14. | José Herrada        | Cofidis, Solutions Crédits | + 7m40s   |
| 15. | Jesper Hansen       | Astana                     | + 9m29s   |
| 16. | Jack Haig           | Mitchelton-Scott           | + 10m21s  |
| 17. | Alexis Vuillermoz   | AG2R La Mondiale           | + 11m50s  |
| 18. | Bjorg Lambrecht     | Lotto-Soudal               | + 12m55s  |
| 19. | Nicolas Edet        | Cofidis, Solutions Crédits | + 13m07s  |
| 20. | Carlos Verona       | Mitchelton-Scott           | + 13m12s  |
| 21. | Ilnur Zakarin       | Katusha-Alpecin            | + 14m03s  |
| 22. | Igor Antón          | Dimension Data             | + 14m12s  |
| 23. | Hermann Pernsteiner | Bahrain-Merida             | + 14m33s  |
| 24. | Pieter Serry        | Quick-Step Floors          | + 14m35s  |
| 25. | Alex Aranburu       | Caja Rural-Seguros RGA     | + 14m43s  |

### Classificação por pontos
| Classificação por pontos | Classificação por pontos | Classificação por pontos | Classificação por pontos | Classificação por pontos |
| Ciclista                 | Ciclista                 | Equipe                   | Pontos                   |                          |
| ------------------------ | ------------------------ | ------------------------ | ------------------------ | ------------------------ |
| 1.                       | Primož Roglič            | LottoNL-Jumbo            | 92 pts                   |                          |
| 2.                       | Julian Alaphilippe       | Quick-Step Floors        | 68 pts                   |                          |
| 3.                       | Enric Mas                | Quick-Step Floors        | 48 pts                   |                          |
| 4.                       | Mikel Landa              | Movistar Team            | 46 pts                   |                          |
| 5.                       | Pello Bilbao             | Astana                   | 43 pts                   |                          |
| 6.                       | Ion Izagirre             | Bahrain-Merida           | 38 pts                   |                          |
| 7.                       | Patrick Konrad           | Bora-Hansgrohe           | 31 pts                   |                          |
| 8.                       | Gorka Izagirre           | Bahrain-Merida           | 30 pts                   |                          |
| 9.                       | Omar Fraile              | Astana                   | 27 pts                   |                          |
| 10.                      | Emanuel Buchmann         | Bora-Hansgrohe           | 27 pts                   |                          |

### Classificação da montanha
| Classificação da montanha | Classificação da montanha | Classificação da montanha | Classificação da montanha | Classificação da montanha |
| Ciclista                  | Ciclista                  | Equipe                    | Pontos                    |                           |
| ------------------------- | ------------------------- | ------------------------- | ------------------------- | ------------------------- |
| 1.                        | Carlos Verona             | Mitchelton-Scott          | 55 pts                    |                           |
| 2.                        | Mark Padun                | Bahrain-Merida            | 34 pts                    |                           |
| 3.                        | Thomas De Gendt           | Lotto-Soudal              | 32 pts                    |                           |
| 4.                        | Enric Mas                 | Quick-Step Floors         | 19 pts                    |                           |
| 5.                        | Mikel Landa               | Movistar Team             | 18 pts                    |                           |
| 6.                        | Jonathan Lastra           | Caja Rural-Seguros RGA    | 11 pts                    |                           |
| 7.                        | David López García        | Team Sky                  | 11 pts                    |                           |
| 8.                        | Alexis Vuillermoz         | AG2R La Mondiale          | 9 pts                     |                           |
| 9.                        | Primož Roglič             | LottoNL-Jumbo             | 8 pts                     |                           |
| 10.                       | Gregor Mühlberger         | Bora-Hansgrohe            | 7 pts                     |                           |

### Classificação do melhor jovem
| Classificação dos jovens | Classificação dos jovens | Classificação dos jovens | Classificação dos jovens | Classificação dos jovens |
| Ciclista                 | Ciclista                 | Equipe                   | Tempo                    |                          |
| ------------------------ | ------------------------ | ------------------------ | ------------------------ | ------------------------ |
| 1.                       | Enric Mas                | Quick-Step Floors        | 20h57m16s                |                          |
| 2.                       | Jack Haig                | Mitchelton-Scott         | + 6m52s                  |                          |
| 3.                       | Bjorg Lambrecht          | Lotto-Soudal             | + 9m26s                  |                          |
| 4.                       | Alex Aranburu            | Caja Rural-Seguros RGA   | + 11m14s                 |                          |
| 5.                       | Valentin Madouas         | Groupama-FDJ             | + 15m16s                 |                          |
| 6.                       | Óscar Cabedo             | Burgos-BH                | + 15m17s                 |                          |
| 7.                       | Felix Großschartner      | Bora-Hansgrohe           | + 25m19s                 |                          |
| 8.                       | Julen Amézqueta          | Caja Rural-Seguros RGA   | + 27m41s                 |                          |
| 9.                       | Léo Vincent              | Groupama-FDJ             | + 29m08s                 |                          |
| 10.                      | Jai Hindley              | Team Sunweb              | + 29m17s                 |                          |

### Classificação por equipas
| Classificação por equipes | Classificação por equipes  | Classificação por equipes | Classificação por equipes |
| Equipe                    | Equipe                     | Tempo                     |                           |
| ------------------------- | -------------------------- | ------------------------- | ------------------------- |
| 1.                        | Movistar Team              | 62h57m52s                 |                           |
| 2.                        | Bahrain-Merida             | + 4m01s                   |                           |
| 3.                        | Bora-Hansgrohe             | + 10m37s                  |                           |
| 4.                        | Astana                     | + 11m23s                  |                           |
| 5.                        | Quick-Step Floors          | + 11m25s                  |                           |
| 6.                        | Cofidis, Solutions Crédits | + 12m05s                  |                           |
| 7.                        | AG2R La Mondiale           | + 17m18s                  |                           |
| 8.                        | Lotto Soudal               | + 19m56s                  |                           |
| 9.                        | Katusha-Alpecin            | + 30m04s                  |                           |
| 10.                       | Sky                        | + 31m19s                  |                           |

## Evolução das classificações
| Etapa                 | Vencedor              | Classificação geral | Classificação por pontos | Classificação da montanha | Classificação dos jóvens | Classificação por equipas |
| --------------------- | --------------------- | ------------------- | ------------------------ | ------------------------- | ------------------------ | ------------------------- |
| 1.ª                   | Julian Alaphilippe    | Julian Alaphilippe  | Julian Alaphilippe       | Jonathan Lastra           | Enric Mas                | Quick-Step Floors         |
| 2.ª                   | Julian Alaphilippe    | Julian Alaphilippe  | Julian Alaphilippe       | Mark Padun                | Enric Mas                | Quick-Step Floors         |
| 3.ª                   | Jay McCarthy          | Julian Alaphilippe  | Julian Alaphilippe       | Thomas de Gendt           | Enric Mas                | Quick-Step Floors         |
| 4.ª                   | Primož Roglič         | Primož Roglič       | Julian Alaphilippe       | Thomas de Gendt           | Enric Mas                | Quick-Step Floors         |
| 5.ª                   | Omar Fraile           | Primož Roglič       | Primož Roglič            | Mark Padun                | Jack Haig                | Bahrain Merida            |
| 6.ª                   | Enric Mas             | Primož Roglič       | Primož Roglič            | Carlos Verona             | Enric Mas                | Movistar                  |
| Classificações finais | Classificações finais | Primož Roglič       | Primož Roglič            | Carlos Verona             | Enric Mas                | Movistar                  |

## UCI World Ranking
A Volta ao País Basco outorga pontos para o UCI World Tour de 2018 e o UCI World Ranking, este último para corredores das equipas nas categorias UCI WorldTeam, Profissional Continental e Equipas Continentais. As seguintes tabelas mostram o barómetro de pontuação e os 10 corredores que obtiveram mais pontos:
| Posição             | 1.º | 2.º | 3.º | 4.º | 5.º | 6.º | 7.º | 8.º | 9.º | 10.º | 11.º | 12.º | 13.º | 14.º | 15.º | 16.º-20.º | 21.º-30.º | 31.º-50.º | 51.º-55.º | 56.º-60.º |
| Classificação geral | 400 | 320 | 260 | 220 | 180 | 140 | 120 | 100 | 80  | 68   | 56   | 48   | 40   | 32   | 28   | 24        | 16        | 8         | 4         | 2         |
| Por etapa           | 50  | 20  | 8   |     |     |     |     |     |     |      |      |      |      |      |      |           |           |           |           |           |
| Líder               | 8   |     |     |     |     |     |     |     |     |      |      |      |      |      |      |           |           |           |           |           |

| Classificação | Classificação      | Classificação     | Classificação | Classificação | Classificação | Classificação |
| Posição       | Ciclista           | Equipa            | Geral         | Etapa         | Líder         | Total         |
| ------------- | ------------------ | ----------------- | ------------- | ------------- | ------------- | ------------- |
| 1.º           | Primož Roglič      | LottoNL-Jumbo     | 400           | 110           | 16            | 526           |
| 2.º           | Mikel Landa        | Movistar          | 320           | 20            | -             | 340           |
| 3.º           | Ion Izagirre       | Bahrain Merida    | 260           | 16            | -             | 276           |
| 4.º           | Emanuel Buchmann   | Bora-Hansgrohe    | 220           | -             | -             | 220           |
| 5.º           | Enric Mas          | Quick-Step Floors | 140           | 50            | -             | 190           |
| 6.º           | Nairo Quintana     | Movistar          | 180           | -             | -             | 180           |
| 7.º           | Julian Alaphilippe | Quick-Step Floors | 8             | 100           | 24            | 132           |
| 8.º           | Bauke Mollema      | Trek-Segafredo    | 120           | -             | -             | 120           |
| 9.º           | Pello Bilbao       | Astana            | 100           | 8             | -             | 108           |
| 10.º          | David de la Cruz   | Sky               | 80            | -             | -             | 80            |